# Football Club Ordabasy
Football Club Ordabasy é uma equipe cazaque de futebol com sede em Shymkent. Disputa a primeira divisão do Cazaquistão (Kazakhstan First Division).
Seus jogos são mandados no Kazhimukan Munaitpasov Stadium, que possui capacidade para 20.000 espectadores.

## História
Foi fundado em 1949 como Dynamo Shymkent e desde aí utilizou vários nomes em sua historia, que são:
- 1950-51: Yenbek
- 1951-81: Metallurg
- 1981-92: Meliorator
- Junho, 1992: Zhiger
- 1992-93: Refundado como Arsenal-SKIF
- 1993-98: SKIF-Ordabasy
- 1998-99: Tomiris
- 1999-2000: Sintez
- 2000: Tomiris
- 2000: Dostyk como resultado da fusão com as equipes Zhiger e Tomiris na metade da temporada
- 2003: Ordabasy

## Títulos
- Kazakhstan First Division (2ª divisão): 2

1998 (Tomiris), 2001 (Dostyk)
- Kazakhstan Cup:

2011, 2022
- Kazakhstan Super Cup:

2012